# Nicolas Béatrizet
Nicolas Béatrizet (Lunéville, 1515 circa – Roma, 1577) è stato un incisore francese, attivo soprattutto in Italia e considerato appartenente alla scuola italiana. È noto anche con nomi italianizzati quali Niccolò Beatricetti, Niccolò Beatrici, Nicola Beatricio e via dicendo.

## Biografia
Nacque in Lorena, a Lunéville (o forse a Thionville), all'inizio del 1500 (le fonti propongono date diverse, che variano dal 1507 al 1530). Si trasferì a Roma nel 1540, dove rimase attivo almeno fino al 1565.